# Johannes Schäfer
Johannes Hugo Robert Schäfer (ur. 14 grudnia 1903 w Lipsku, zm. 28 kwietnia 1993 w Bielefeld) – polityk NSDAP i SS-Brigadeführer. W 1939 szef policji w Wolnym Mieście Gdańsku. Odpowiedzialny za atak na Pocztę Polską w Gdańsku we wrześniu 1939 roku.

## Poczta Polska w Gdańsku
We wrześniu 1939 roku Schäfer dowodził oddziałami SS na Pomorzu Gdańskim. Był bezpośrednim zwierzchnikiem pułkownika policji Willi Bethke’go, dowódcy oddziałów atakujących Pocztę Polską w Gdańsku. Następnie w latach 1939–1940 szef policji w Łodzi pod okupacją niemiecką. 8 lutego 1940 roku wydał zarządzenie o prawach zamieszkiwania i pobytu Żydów, na mocy którego utworzono w Łodzi żydowskie getto. W kolejnych latach II wojny światowej był żołnierzem Waffen-SS.

## Lata powojenne
Pod fałszywym imieniem „Hans Schäfer” przebywał w Dolnej Saksonii. W latach 1950. współpracownik Bundesnachrichtendienst.

## Odznaczenia
- Złota Odznaka NSDAP (6 stycznia 1939)
- Krzyż Żelazny II klasy (26 kwietnia 1940)
- Krzyż Gdański II i I klasy (24 października 1939)
- Srebrna Niemiecka Odznaka Sportowa (1 grudnia 1937)
- Brązowa Odznaka Sportowa SA (1 grudnia 1937)